# 日本乱子草
日本乱子草（学名：Muhlenbergia japonica），为禾本科乱子草属下的一个植物种。